# 고양 원각사 수륙무차평등재의촬요
고양 원각사 수륙무차평등재의촬요(高陽 元覺寺 水陸無遮平等齋儀撮要)는 대한민국 경기도 고양시 일산서구, 원각사에 있는 책이다. 2010년 3월 23일 경기도의 유형문화재 제240호로 지정되었다.

## 개요
수륙무차평등재의촬요는 수륙재의 제반의식을 지내는데 필요한 절차를 요약한 책이다. 이 책은 1490년(성종 21)에 서흥 자비령사에서 간행한 판본으로, 물과 육지에서 헤매는 외로운 영혼을 달래고 위로하기 위해서 불법을 강설하고 음식을 베푸는 불교의식집이다.
이 책은 물과 뭍에서 살다 죽은 무주고혼의 넋을 위로하기 위해 지내는 의식과 절차를 기록한 것이다. 수륙재는 물과 육지에서 헤매는 외로운 영혼과 아귀를 위로하기 위해 설법과 공양을 베푸는 천도재로, 중국 양나라 무제 때에 시작되었다. 외로운 영혼들을 구제하는 것이야 말로 제일가는 공덕이라 믿었던 무제는 승려들과 상의한 후 친히 의식문을 만들었다. 이것이 시초가 되어 널리 성행하게 되었다.
조선조 태조는 건국이후 꾸준히 수륙재를 개최하였는데, 고려조의 왕실과 부역을 통해 희생당한 영혼들을 위로한다고 하는 것이 목적이었다. 이후 역대 왕들은 수륙재를 액막이처럼 활용하였다. 책 제목에서 나타나 있듯이 하늘과 땅, 저승과 이승, 물과 뭍의 모든 영혼, 특히 죽은 뒤에도 돌봐줄 자손이 없이 떠도는 영혼을 천도하여 극락왕생하게 해주는 의식 절차를 기록한 책이다.
범패 연구에 활용될수 있는 각필 음조 표시가 보이고 있으며 매우 희귀한 판본으로 판단된다.

## 같이 보기
- 수륙무차평등재의촬요

## 참고 자료
- 고양 원각사 수륙무차 평등재의 촬요 - 국가유산청 국가유산포털